# Protopolybia bituberculata
Protopolybia bituberculata är en getingart som beskrevs av Silveira och Carpenter 1995. Protopolybia bituberculata ingår i släktet Protopolybia och familjen getingar. Inga underarter finns listade i Catalogue of Life.